# Посёлок центральной усадьбы совхоза Уваровский-2
Центральной усадьбы совхоза Уваровский-2 — посёлок сельского типа в Можайском районе Московской области, в составе городского поселения Уваровка. До 2006 года посёлок входил в состав Колоцкого сельского округа.
Расположен в центральной части района, примерно в 2,5 км к югу от Уваровки, по правому берегу безымянного правого притока реки Евлянка (бассейн реки Колочь), высота центра над уровнем моря 230 м. Ближайшие населённые пункты — Бараново, Золотилово и Шохово.

## Население
| 2002 | 2006 | 2010 |
| ---- | ---- | ---- |
| 19   | ↘14  | ↗26  |